# 默勒·弗罗姆斯
默勒·弗罗姆斯（德語：Merle Frohms，1995年1月28日—），德国女子足球运动员，场上位置是守门员，2022年欧洲女子足球锦标赛银牌得主、2024年夏季奥林匹克运动会女子铜牌得主。